# Selaginella braunii
Selaginella braunii är en mosslummerväxtart som beskrevs av Bak.. Selaginella braunii ingår i släktet mosslumrar, och familjen mosslummerväxter. Inga underarter finns listade i Catalogue of Life.